# Drey Wright
Drey Jermaine Wright (Greenwich, 30 aprile 1995) è un calciatore inglese, centrocampista del Dundee.

## Biografia
È il figlio dell'ex calciatore Jermaine Wright.

## Carriera
Ha giocato nella prima divisione scozzese con St. Johnstone ed Hibernian.

## Statistiche

### Presenze e reti nei club
Statistiche aggiornate al 19 maggio 2024.
| Stagione              | Club                  | Campionato            | Campionato | Campionato | Coppe nazionali | Coppe nazionali | Coppe nazionali | Coppe continentali | Coppe continentali | Coppe continentali | Supercoppe | Supercoppe | Supercoppe | Totale | Totale |
| Stagione              | Club                  | Comp                  | Pres       | Reti       | Comp            | Pres            | Reti            | Comp               | Pres               | Reti               | Comp       | Pres       | Reti       | Pres   | Reti   |
| --------------------- | --------------------- | --------------------- | ---------- | ---------- | --------------- | --------------- | --------------- | ------------------ | ------------------ | ------------------ | ---------- | ---------- | ---------- | ------ | ------ |
| 2012-2013             | Colchester Utd        | FL1                   | 21         | 3          | FACup+CdL       | 0+1             | 0               | -                  | -                  | -                  | FLT        | 1          | 0          | 23     | 3      |
| 2013-2014             | Colchester Utd        | FL1                   | 13         | 0          | FACup+CdL       | 0+1             | 0               | -                  | -                  | -                  | FLT        | 0          | 0          | 14     | 0      |
| 2014-2015             | Colchester Utd        | FL1                   | 5          | 0          | FACup+CdL       | 0               | 0               | -                  | -                  | -                  | FLT        | 1          | 1          | 6      | 1      |
| 2015-2016             | Colchester Utd        | FL1                   | 11         | 0          | FACup+CdL       | 0+1             | 0               | -                  | -                  | -                  | FLT        | 1          | 0          | 13     | 0      |
| 2016-2017             | Colchester Utd        | FL2                   | 42         | 2          | FACup+CdL       | 1+0             | 0               | -                  | -                  | -                  | FLT        | 3          | 0          | 46     | 2      |
| 2017-2018             | Colchester Utd        | FL2                   | 44         | 3          | FACup+CdL       | 1+1             | 0               | -                  | -                  | -                  | EFLT       | 1          | 0          | 47     | 3      |
| Totale Colchester Utd | Totale Colchester Utd | Totale Colchester Utd | 136        | 8          |                 | 6               | 0               |                    | -                  | -                  |            | 7          | 1          | 149    | 9      |
| 2018-2019             | St. Johnstone         | SP                    | 14         | 1          | CS+CdL          | 0+6             | 0+1             | -                  | -                  | -                  | -          | -          | -          | 20     | 2      |
| 2019-2020             | St. Johnstone         | SP                    | 22         | 0          | CS+CdL          | 3+0             | 0               | -                  | -                  | -                  | -          | -          | -          | 25     | 0      |
| 2020-2021             | Hibernian             | SP                    | 20         | 1          | CS+CdL          | 3+5             | 0               | -                  | -                  | -                  | -          | -          | -          | 28     | 1      |
| 2021-2022             | Hibernian             | SP                    | 17         | 1          | CS+CdL          | 2+1             | 0               | UECL               | 2                  | 0                  | -          | -          | -          | 22     | 1      |
| Totale Hibernian      | Totale Hibernian      | Totale Hibernian      | 37         | 2          |                 | 11              | 0               |                    | 2                  | 0                  |            | -          | -          | 50     | 2      |
| 2022-2023             | St. Johnstone         | SP                    | 38         | 7          | CS+CdL          | 1+1             | 0               | -                  | -                  | -                  | -          | -          | -          | 40     | 7      |
| 2023-2024             | St. Johnstone         | SP                    | 9          | 0          | CS+CdL          | 0+3             | 0               | -                  | -                  | -                  | -          | -          | -          | 12     | 0      |
| Totale St. Johnstone  | Totale St. Johnstone  | Totale St. Johnstone  | 83         | 8          |                 | 14              | 1               |                    | -                  | -                  |            | -          | -          | 97     | 9      |
| Totale carriera       | Totale carriera       | Totale carriera       | 256        | 18         |                 | 31              | 1               |                    | 2                  | 0                  |            | 7          | 1          | 306    | 20     |